# Nitrogenasi (flavodossina)
La nitrogenasi è un enzima appartenente alla classe delle ossidoreduttasi, che catalizza la seguente reazione:
6 flavodossina ridotta + 6 H+ + N2 + n ATP ⇄ 6 flavodossina ossidata + 2 NH3 + n ADP + n fosfato
L'enzima è un complesso di due proteine contenenti centri ferro-zolfo e molibdeno.